# 빅 시프

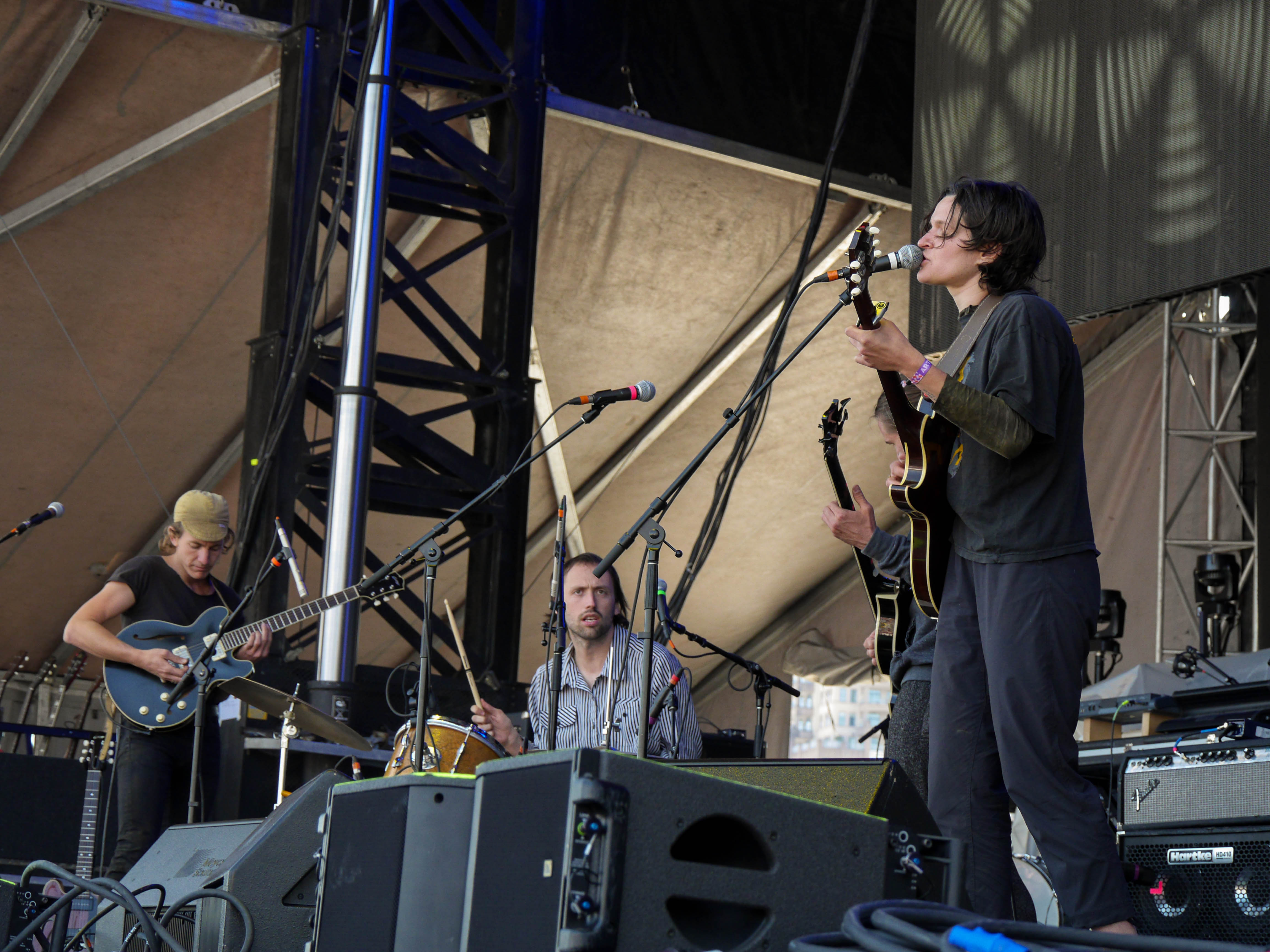
공연하는 빅 시프의 모습

빅 시프(영어: Big Thief)는 2015년 뉴욕의 브루클린에서 결성한 미국의 인디 록 밴드이다. 기타와 보컬 담당의 에이드리언 렌커, 기타와 백 보컬을 맡는 벅 믹, 베이시스트 맥스 올리어트치크, 드러머 제임스 크리빈체니아로 구성되어 있다.
밴드의 데뷔 음반인 《Masterpiece》는 2016년 새들 크릭 레코드를 통해 발매되었으며, 두 번째 음반인 《Capacity》는 이듬해에 발매됐다. 2019년, 밴드는 4AD와 계약을 맺고 2019년 5월과 10월에 각각 《U.F.O.F.》와 《Two Hands》를 발표하였다. 두 음반 모두 비평적으로 극찬을 받았으며, 전자는 제62회 그래미상에서 최우수 얼터너티브 음악 음반 후보에 올랐고, 후자에 수록된 〈Not〉은 제63회 그래미상에서 최우수 록 노래와 최우수 록 퍼포먼스 부문에 후보로 올랐다. 다섯 번째 정규 음반인 《Dragon New Warm Mountain I Believe In You》는 2022년 2월 발매됐다.

## 역사

### 2013~2015년: 초기
에이드리언 렌커는 보스턴에서의 공연에서 벅 믹을 만났으며, 브루클린에 소재한 대학교에서 재학생으로서 다시 만나게 되며 듀오로 활동하기 시작하였다. 렌커와 믹은 2013년 투어를 진행하고, 2014년에 《a-sides》와 《b-sides》라는 이름의 EP 두 장을 발매하였다. 2015년에는 소규모의 팬들이 생기게 되며 추가로 합류할 사람을 찾기 시작하였으며, 베이시스트이자 믹의 오랜 친구였던 맥스 올리어트치크가 오면서 빅 시프라는 이름의 밴드를 결성하게 됐다. 제임스 크리빈체니아는 원래 사운드 엔지니어로 활동하다가 드러머로 전향했으며, 이후에 밴드에 합류하였다. 네 명의 멤버 모두 보스턴의 버클리 음악 대학에 재학했다.

## 멤버
현재 멤버
- 에이드리언 렌커 - 보컬, 기타 (2015~현재)
- 벅 믹 - 기타, 백 보컬 (2015~현재)
- 맥스 올리어트치크 - 베이스 기타 (2015~현재)
- 제임스 크리빈체니아 - 드럼 (2016~현재)

이전 멤버
- 제이슨 버거 - 드럼 (2015~2016)[5]

## 디스코그래피
정규 음반
- Masterpiece (2016)
- Capacity (2017)
- U.F.O.F. (2019)
- Two Hands (2019)
- Dragon New Warm Mountain I Believe in You (2022)

EP
- Demos Vol. 1 (2020)
- Live at the Bunker Studio (2021)